# Aristobulo di Cassandrea

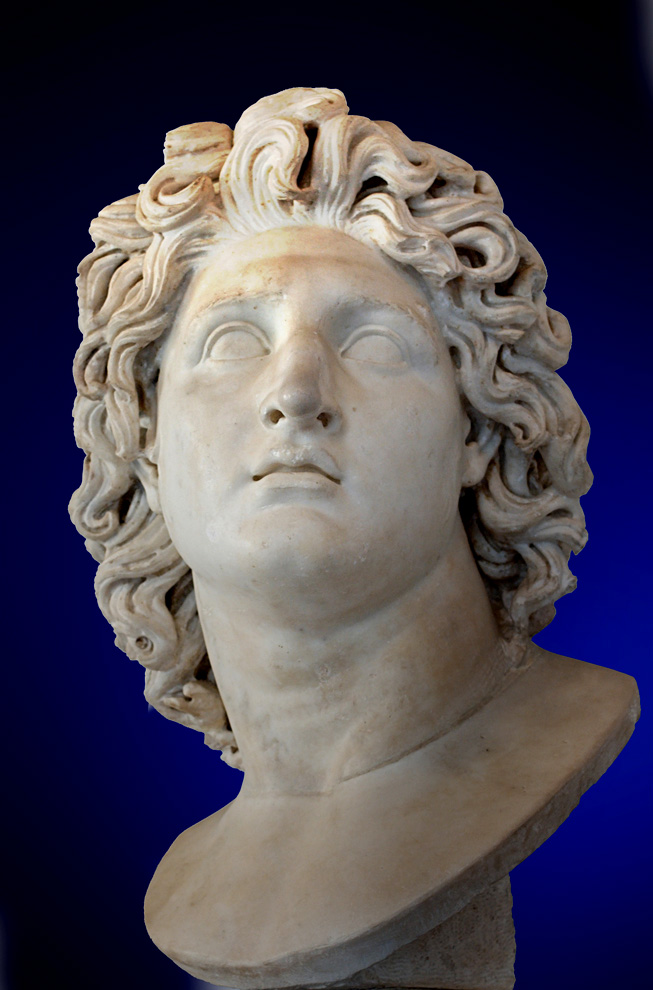
Alessandro Magno ritratto come il dio Elio

Aristobulo di Cassandrea (in greco antico: Ἀριστόβουλος?, Aristòbulos; inizio IV secolo a.C. – inizio III secolo a.C.) è stato uno storico greco antico, figlio di un omonimo Aristobulo.

## Biografia
Aristobulo fu al seguito di Alessandro Magno nella spedizione in Asia, forse con la qualifica di ingegnere, e si occupò del restauro della tomba di Ciro il Grande a Pasargade.

Dopo la morte di Alessandro, tornò in Grecia e probabilmente si stabilì a Cassandrea, la città fondata nel 316 a.C. da Cassandro nelle vicinanze dell'antica Potidea. Le fonti riferiscono che visse a lungo, ma non è possibile stabilire con sicurezza la data della sua morte.

## Opera
La sua opera non ci è pervenuta se non in forma frammentaria, soprattutto attraverso Arriano, Plutarco, Strabone, Ateneo. Felix Jacoby, nella sua monumentale opera Die Fragmente der griechischen Historiker (Berlino-Leiden, 1923-58), ha raccolto, da queste ed altre fonti, 63 frammenti riferibili ad Aristobulo, di cui solo, peraltro, uno non pertinente all'opera su Alessandro Magno.

Comunque, non vi sono indicazioni sull'estensione e sul titolo di quest'opera che divenne ben presto capitale tra gli Storici di Alessandro Magno e che doveva coprire tutti gli eventi della spedizione di Alessandro Magno, dalla presa di Tebe (335 a.C.) alla morte del sovrano macedone.

I frammenti forniscono informazioni sull'esercito di Alessandro; sulle congiure alla corte macedone; su particolari geografici ed etnografici; sulla flora e sulla fauna dei paesi attraversati. Ne risulta un'immagine romanzesca del Macedone, improntata al meraviglioso ed alle forti tinte, forse ripresa nell'opera di Curzio Rufo.